# Sân bay Kongoussi
Sân bay Kongoussi (ICAO: DFCG) là một sân bay ở Kongoussi, Burkina Faso.